# Tevita Cavubati

a Compétitions nationales et continentales officielles uniquement.

b Matchs officiels uniquement.
Dernière mise à jour le 5 juillet 2024.
Tevita Cavubati, né le 12 août 1987 à Suva (Fidji), est un joueur de rugby à XV international fidjien évoluant au poste de deuxième ligne. Il mesure 2,00 m pour 120 kg.

## Biographie
Tevita Cavubati est le frère du pilier international fidjien Bill Cavubati, qui a joué à Wellington en NPC et a obtenu 38 sélections avec les Flying Fijians.

## Carrière

### En club
Tevita Cavubati a fait ses débuts professionnels en 2012 avec la province néo-zélandaise de Tasman en ITM Cup après avoir fait ses premières armes en amateur avec les clubs de Spotswood United et des Waimea Old Boys.
En décembre 2014, il quitte la Nouvelle-Zélande pour le Pays de Galles en signant pour la province des Ospreys, avec qui il évoluera jusqu'à la fin de la saison.
La saison suivante, il s'engage avec le club anglais des Worcester Warriors en Aviva Premiership.
En 2017, après deux saisons passées à Worcester, il s'engage avec Newcastle. Il ne joue qu'assez peu avec sa nouvelle équipe, en raison de plusieurs blessures.
En 2019, il rejoint les Harlequins, et s'impose rapidement comme un important du pack du club londonien,.
Laissé libre par les Harlequins, il signe en juillet 2021 un contrat d'une saison avec à l'USA Perpignan, qui vient de retrouver le Top 14. Non-conservé à la fin de son contrat, il annonce prendre sa retraite de joueur à l'âge de 35 ans.
Néanmoins, en février 2023, il rejoint les London Scottish en RFU Championship,. Il joue seulement un match avec cette équipe, avant de s'engager avec le club de Richmond, au sein du même championnat, avec qui il termine la saison.
En juillet 2023, son retour en France est annoncé, au sein de l'AS Bédarrides Châteauneuf en Nationale 2.

### En équipe nationale
Tevita Cavubati obtient sa première cape internationale avec l'équipe des Fidji le 2 juillet 2011 à l’occasion d’un match contre l'équipe des Tonga à Lautoka,.
Il fait partie du groupe fidjien sélectionné pour participer à la Coupe du monde 2015 en Angleterre. Il dispute les quatre matchs de son équipe contre l'Angleterre, l'Australie, le Pays de Galles et l'Uruguay.
En mai 2019, il fait partie de la présélection de 50 joueurs annoncé par la fédération fidjienne de rugby à XV pour préparer la Coupe du monde au Japon. Il est ensuite sélectionné dans le groupe définitif de 31 joueurs en août 2019,. Il dispute trois rencontres lors de la compétition, contre l'Australie, l'Uruguay, Géorgie et le pays de Galles.

## Palmarès

### En club
Néant

### En équipe nationale
- Vainqueur de la Coupe des nations du Pacifique en 2015, 2016 et 2017.

## Statistiques internationales
- 30 sélections avec les Fidji entre 2011 et 2019.
- 10 points (2 essais)
- Sélections par année : 2 en 2011, 2 en 2014, 8 en 2015, 3 en 2016, 5 en 2017, 3 en 2018 et 7 en 2019.

- Participations à la Coupe du monde en 2015 (4 matchs, 2 comme titulaire) et 2019 (4 matchs, 3 comme titulaire).